# André Lévy

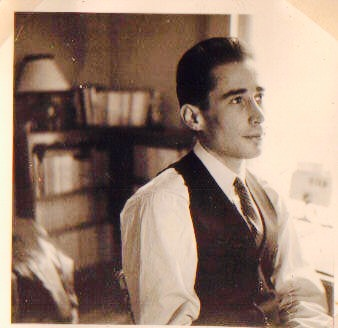
André Lévy

André Lévy (geb. 24. November 1925 in Tianjin, China; gest. 3. Oktober 2017 in Villenave-d’Ornon, Frankreich) war ein französischer Sinologe und Übersetzer.

## Leben und Wirken
André Lévy wurde 1925 in der chinesischen Stadt Tianjin als Sohn des Juwelenhändlers Marx Lévy geboren. Tianjin war infolge der Pekinger Konvention von 1860 zu einem internationalen Vertragshafen erklärt worden, in dem sich verschiedene westliche Mächte niedergelassen und Konzessionen errichtet hatten. Lévy besuchte in Tianjin die französische Grundschule und wuchs unter der Obhut eines Mandschu-Kindermädchens auf. Beim Ausbruch des Chinesisch-Japanischen Krieges im Juli 1937 kehrte er mit seiner Familie nach Frankreich zurück. Nachdem Lévy sich in der Auvergne am Widerstand gegen die deutsche Besatzung beteiligt hatte, studierte er in Paris Sanskrit, Hindi und Chinesisch am Institut national des langues et civilisations orientales und traf dort seine zukünftige Frau, eine Norwegerin. Er veröffentlichte zahlreiche Übersetzungen aus dem Chinesischen, darunter Die Reise nach Westen von Wu Cheng’en und Jin Ping Mei, einen Roman in chinesischer Umgangssprache, mit der er sich während sieben Jahren befasste. In den 1950er Jahren wurde er nach Hanoi in Vietnam entsandt, wo er die Leitung der EFEO übernahm, bis der Sitz in Vietnam 1957 aufgrund der französischen Niederlage im Indochinakrieg geschlossen und nach Paris verlegt wurde. 1971 verfasste er seine Dissertation über den Aufstieg umgangssprachlicher Kurzgeschichten in der chinesischen Literatur des 17. Jahrhunderts. Ab 1969 leitete er die Abteilung für Sinologie an der Universität Bordeaux, mit einer Unterbrechung zwischen 1981 und 1984, als er die Leitung der Abteilung Ostasien an der Universität Paris VII übernahm. 1995 wurde er Professor emeritus der Universität Bordeaux III.
André Lévy starb am 3. Oktober 2017 in Villenave-d’Ornon bei Bordeaux. Der Nachruf des Sinologen Vincent Durand-Dastès endet mit den Worten:

„Lasst uns träumen, dass André Lévy den Weg zu paradiesischen Grotten finden wird, und dass ihn auf dieser Reise tapfere Gefährten begleiten, die ihm bei der Überwindung der Fallen im Jenseits beistehen werden. Doch wir übrigen, viel bescheideneren Übersetzer aus dem Chinesischen fühlen uns heute sicherlich wie die Äffchen, die in ihrer Höhle geblieben sind und ihren König vermissen.“

## Publikationen (Auswahl)
- Études sur le conte et le roman chinois. Paris, EFEO, 1971.
- L’antre aux fantômes des collines de l’Ouest, sept contes chinois anciens, XIIe-XIVe siècles. Gallimard, Paris 1972.
- Inventaire analytique et critique du conte chinois en langue vulgaire. Paris, Collège de France/IHEC, 1978.
- Sept victimes pour un oiseau, précédé d’une introduction sur le conte policier ou judiciaire chinois, neuf pièces traduites, annotées et commentées. Flammarion, Paris 1981.
- Le conte en langue vulgaire du XVIIe siècle (vogue et déclin d’un genre narratif de la littérature chinoise). Institut des hautes études chinoises, Paris 1981.
- Jin Ping Mei, Fleur en Fiole d’Or, intro., trad. et notes, préf. d’Étiemble. La Pléiade, Gallimard, Paris 1981.
- Nouvelles lettres édifiantes et curieuses d'Extrême-Occident par des voyageurs lettrés chinois à la Belle Epoque 1866-1906. Collection Etonnants Voyageurs, Éditions Seghers, Paris 1986.
- La pérégrination vers l’ouest, trad. annotée & critique du Xiyou Ji. La Pléiade, Gallimard, Paris 1991.
- La littérature chinoise ancienne et classique. In: Que sais-je ? Paris 1991.
- Pu Songling, chroniques de l’étrange. Ph. Picquier, Arles 1996.

## Auszeichnungen
- Bronzemedaille des CNRS
- Komtur des Ordre des Arts et des Lettres (1992)
- Komtur des Ordre des Palmes Académiques (1998)